# クンスト編み

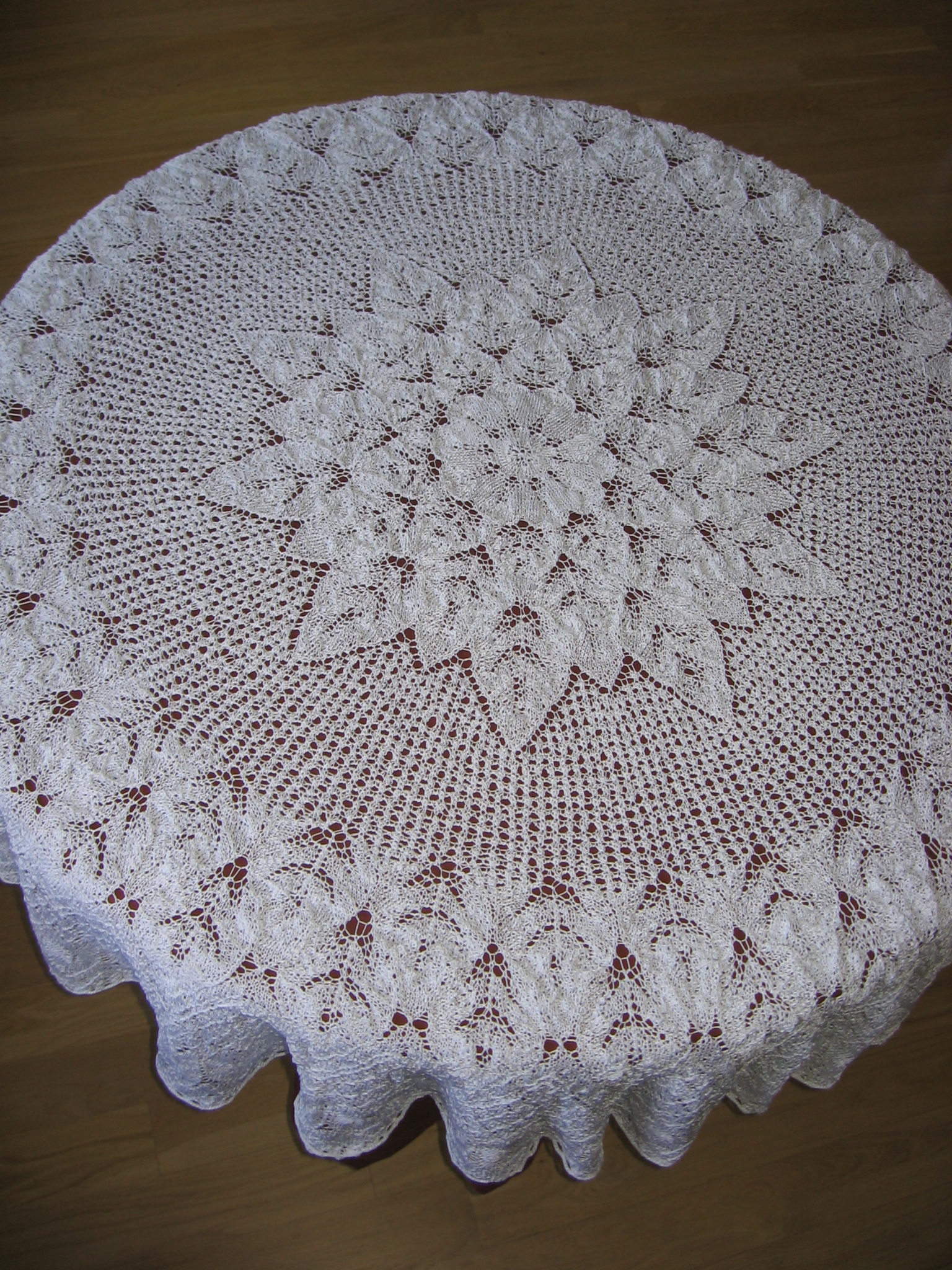
クンスト編み.

クンスト編み は、4～6本の棒針を用いて編む棒針編みの技法の一種である。ドイツ語ではKunststricken(クンストシュトリッケン)でKunst(芸術・技術)＋stricken(編み物)の意味である。日本においては、クンストレース、クンストストリッケンとも呼ばれる。
編み始めに3目から8目程度の少ない数で作り目を行い、これを輪編みの場合と同様に複数の棒針に分散する。編み進んで目数が増えたら、輪針に取り換えて編み進むと便利であ
る。編み進む途中で「掛目」「増し目」などの技法を用いて一段ごとの目数を増やす。これにより中心部から円形ないし正多角形の放射状の編地となる。掛目を多用するのと、糸よりはるかに太い針で編むため、編地は透かし編みとなる。細い綿や麻の糸を使用するとレースのドイリー、テーブルクロスとしての使用に適した作品となる。